# Zotho Dietzsch
Zotho Dietzsch (* 28. März 1855 in Stade; † 19. Januar 1937 in Gotha) war ein deutscher Politiker und Versicherungsdirektor.
Dietzsch begann seine Karriere als Referendar in Gotha, wo er Bertha Popper (geb. 23. September 1857 in Walldorf, Kreis Meiningen, gest. 18. März 1937 in Gotha), jüdischer Religion, Tochter
des Kaufmanns, Fabrikanten und Destillateurs Jacob Popper heiratete. 1885, bei der Geburt der Tochter Margarethe, lebte das Paar in Coburg. 1889 kehrte die Familie nach Gotha zurück und Dietzsch trat eine Stelle als Regierungsassessor und stellvertretender Landrat an, ab 1890 war er Landrat. Ab 1900 war er als Geheimer Regierungsrat Direktor der Witwen- und Waisenpensionsanstalt.
Dietzsch war sodann seit 1907 Generaldirektor der Gothaer Feuerversicherungsbank.
Dietzsch wurde auf dem Hauptfriedhof Gotha bestattet.